# Iskiernik

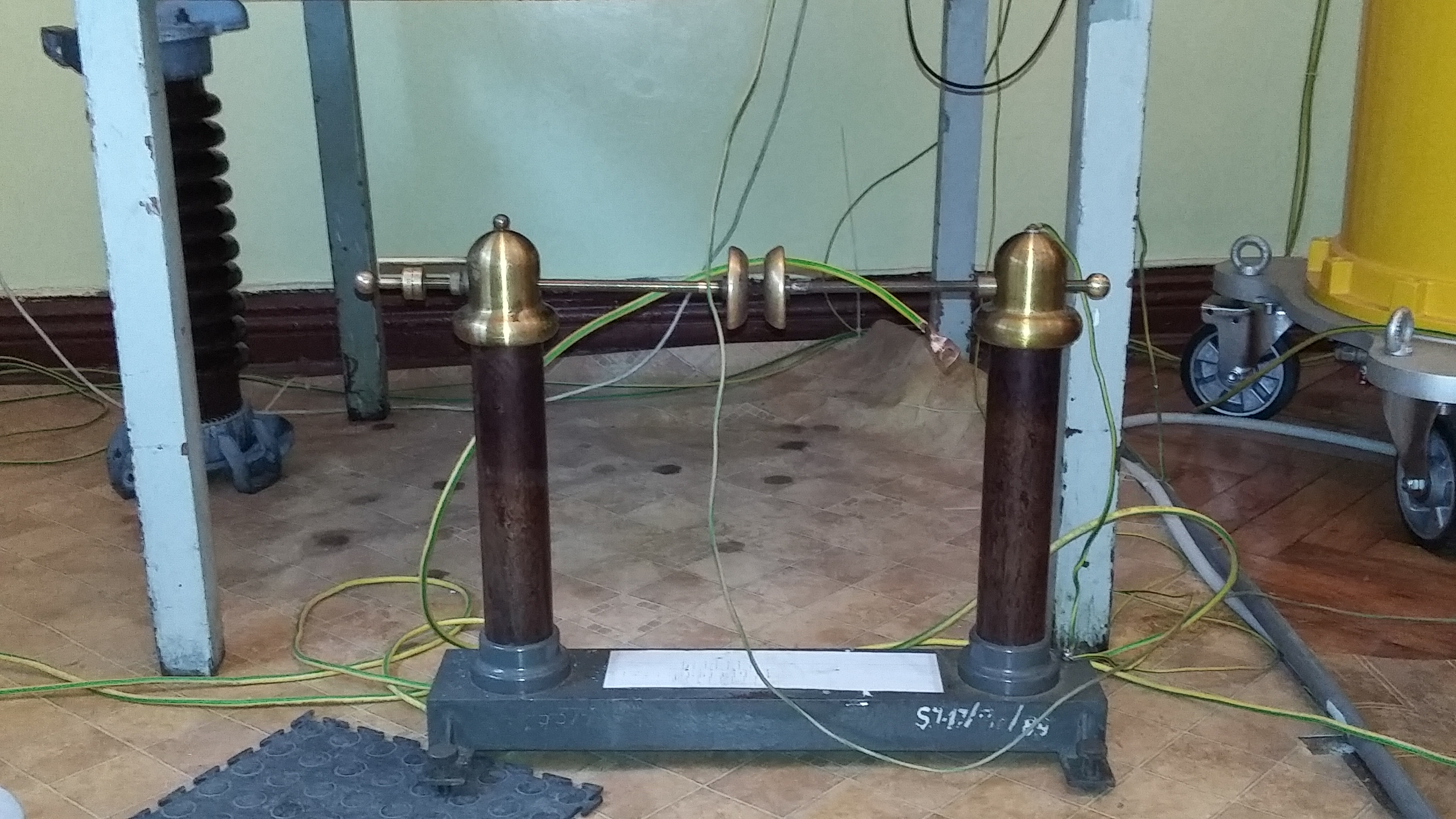
Iskiernik z elektrodami płaskimi

Iskiernik – aparat elektryczny (lub część innego aparatu) zbudowany z dwóch elektrod przedzielonych  izolatorem gazowym lub cieczowym. W takim układzie przy przekroczeniu pewnej wartości napięcia na zaciskach tzw. napięcia zapłonu rezystancja wewnętrzna iskiernika gwałtownie maleje i zaczyna przewodzić prąd.
Iskierniki są wykorzystywane w układach ochrony przepięciowej różnych urządzeń.